# Hans Murman

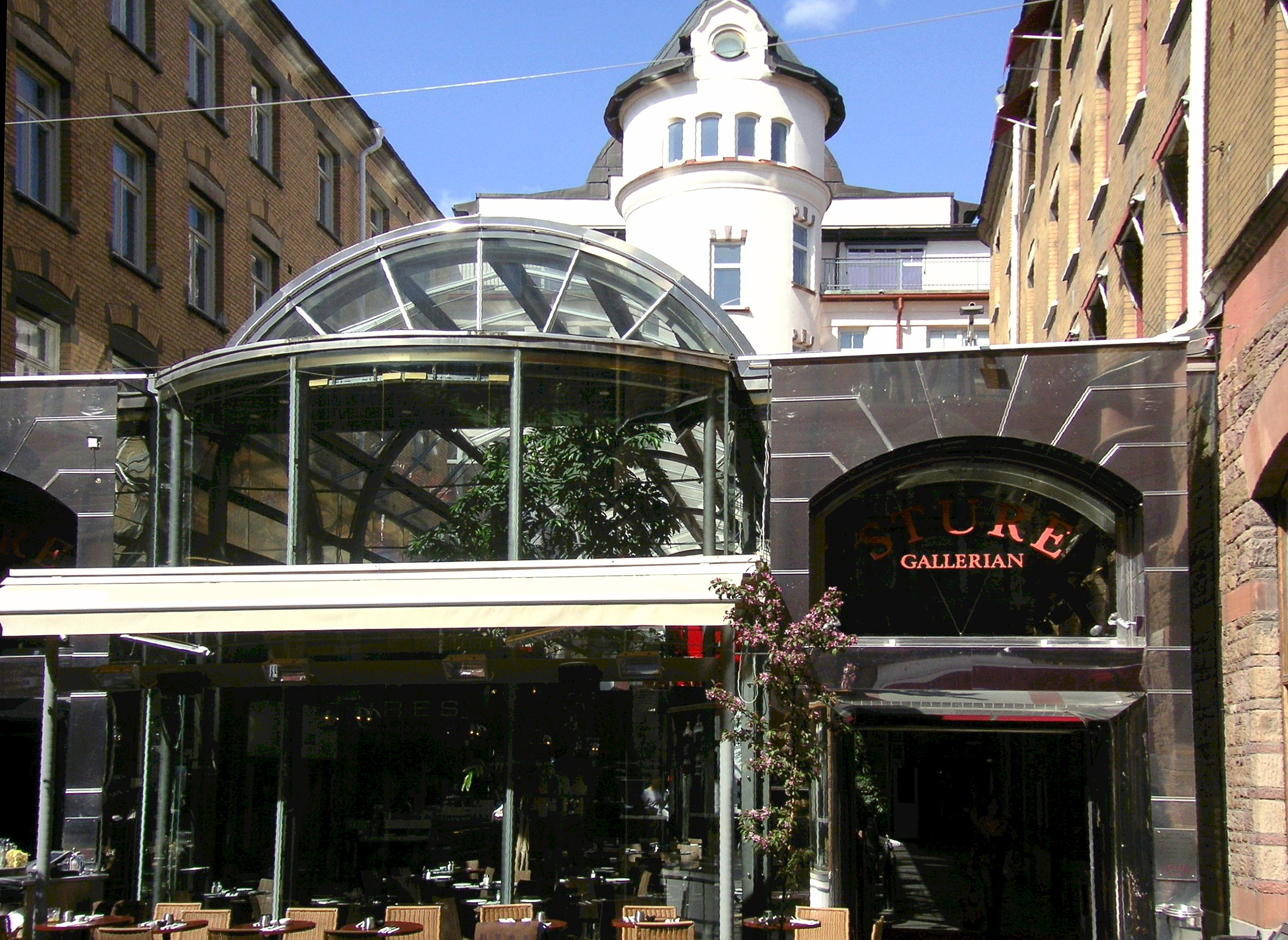
Sturegallerian.

Hans Erik Murman, född 2 mars 1947, är en svensk arkitekt.
Hans Murman utbildade sig på Kungliga Tekniska Högskolan i Stockholm 1971-76. Han invaldes i Konstakademien år 2011. Bland hans arbeten märks Sturegallerian i Stockholm.
Företaget Murman Arkitekter startades 1985 av Hans Murman. De första stora projekten var Ramundbergets Fjällby 1989 och Sturegallerian år 1990. Kontoret har även arbetat med inredning och möbeldesign. Sedan starten har kontoret stadigt vuxit och 2008 övergick ägarskapet till en grupp om fyra delägare.